# Erik Scavenius
Erik Julius Christian Scavenius (Klintholm, Møn, 13 de julio de 1877 – Gentofte, 29 de noviembre de 1962) fue un destacado político danés, varias veces ministro y Primer ministro danés durante la primera mitad del siglo XX.
Fue ministro de Asuntos Exteriores en varios periodos: 1909–1910, 1913–1920 y 1940–1943, y primer ministro entre 1942 y 1943, durante la ocupación nazi. Su gabinete renunció en el año de 1943, aunque esta renuncia nunca fue formalmente aceptada por el Rey Cristián X, de modo que el gabinete existía de jure hasta que se formó uno nuevo tras la Liberación de Dinamarca el 5 de mayo de 1945. Scavenius fue miembro de la Landsting en representación por su partido, el Partido Social Liberal. 

## Biografía
La familia Scavenius pertenecía a la nobleza de Dinamarca. 
Tras la Ocupación alemana de Dinamarca, el 9 de noviembre de 1942 fue nombrado primer ministro por las autoridades nazis. Posteriormente, el 29 de agosto de 1943 perdió todos sus poderes cuando los alemanes disolvieron el gobierno, decisión que se debía en parte al rechazo de su gobierno al plenipotenciario alemán, Werner Best.

## Legado
El debate continúa sobre el legado de  Scavenius. Por ejemplo, en el 60.º Aniversario del 29 de agosto por la disolución del gobierno, el primer ministro Anders Fogh Rasmussen se refirió a su antiguo predecesor por este hecho, indicando que fue moralmente inaceptable. Sin embargo, historiadores como Bo Lidegaard y Søren Mørch opinan que fue solamente a través de las política de Scavenius por la cual Dinamarca escapó de los peores momentos y avatares de la guerra.